# يا ضايق الصدر
يا ضايق الصدر أغنية للفنان محمد عبده، من كلمات الشاعر الأمير خالد الفيصل،  وألحان محمد عبده.